# Volta Ciclista a Catalunya 2015
La Volta Ciclista a Catalunya 2015, novantacinquesima edizione della corsa, valida come quinta prova dell'UCI World Tour 2015, si svolse in sette tappe dal 23 al 29 marzo 2015, su un percorso complessivo di 1 238,1 km, con partenza da Calella ed arrivo a Barcellona. Ad aggiudicarsi la corsa fu l'australiano del team Sky Richie Porte, che si impose in 30 ore 30 minuti e 30 secondi alla media di 41,1 km/h.
Sul traguardo finale di Barcellona 119 ciclisti completarono la gara.

## Tappe
| Tappa  | Data     | Percorso                           | km      | Vincitore di tappa | Leader cl. generale |
| ------ | -------- | ---------------------------------- | ------- | ------------------ | ------------------- |
| 1ª     | 23 marzo | Calella > Calella                  | 185,2   | Maciej Paterski    | Maciej Paterski     |
| 2ª     | 24 marzo | Mataró > Olot                      | 191,8   | Alejandro Valverde | Maciej Paterski     |
| 3ª     | 25 marzo | Gerona > Gerona                    | 156,6   | Domenico Pozzovivo | Pierre Rolland      |
| 4ª     | 26 marzo | Tona > La Molina                   | 188,4   | Tejay van Garderen | Bart De Clercq      |
| 5ª     | 27 marzo | Alp > Valls                        | 195,4   | Alejandro Valverde | Richie Porte        |
| 6ª     | 28 marzo | Cervera > Port Aventura            | 194,1   | Sergej Černeckij   | Richie Porte        |
| 7ª     | 29 marzo | Barcellona > Barcellona (Montjuïc) | 126,6   | Alejandro Valverde | Richie Porte        |
| Totale | Totale   | Totale                             | 1 238,1 |                    |                     |

## Squadre partecipanti
| N.      | Cod. | Squadra                |
| ------- | ---- | ---------------------- |
| 1-8     | KAT  | Katusha Team           |
| 11-18   | TCS  | Tinkoff-Saxo           |
| 21-28   | BMC  | BMC Racing Team        |
| 31-38   | MOV  | Movistar Team          |
| 41-48   | SKY  | Team Sky               |
| 51-58   | TCG  | Team Cannondale-Garmin |
| 61-68   | ALM  | AG2R La Mondiale       |
| 71-78   | AST  | Astana Pro Team        |
| 81-88   | EQS  | Etixx-Quick Step       |
| 91-98   | FDJ  | FDJ                    |
| 101-108 | IAM  | IAM Cycling            |
| 111-118 | LAM  | Lampre-Merida          |

| N.      | Cod. | Squadra                      |
| ------- | ---- | ---------------------------- |
| 121-128 | LTS  | Lotto-Soudal                 |
| 131-138 | OGE  | Orica-GreenEDGE              |
| 141-148 | TGA  | Team Giant-Alpecin           |
| 151-158 | TLJ  | Team Lotto NL-Jumbo          |
| 161-168 | TFR  | Trek Factory Racing          |
| 171-178 | CJR  | Caja Rural-Seguros RGA       |
| 181-188 | BSE  | Bretagne-Séché Environnement |
| 191-198 | CCC  | CCC Sprandi Polkowice        |
| 201-208 | COF  | Cofidis, Solutions Credits   |
| 211-218 | COL  | Colombia                     |
| 221-228 | EUC  | Team Europcar                |
| 231-238 | WGG  | Wanty-Groupe Gobert          |

## Dettagli delle tappe

### 1ª tappa
- 23 marzo: Calella > Calella – 185,2 km

Risultati
| Pos. | Corridore       | Squadra      | Tempo    |
| ---- | --------------- | ------------ | -------- |
| 1    | Maciej Paterski | CCC          | 4h33'41" |
| 2    | Pierre Rolland  | Europcar     | s.t.     |
| 3    | Bart De Clercq  | Lotto-Soudal | a 2"     |

| Pos. | Corridore       | Squadra      | Tempo    |
| ---- | --------------- | ------------ | -------- |
| 1    | Maciej Paterski | CCC          | 4h33'41" |
| 2    | Pierre Rolland  | Europcar     | a 4"     |
| 3    | Bart De Clercq  | Lotto-Soudal | a 8"     |

### 2ª tappa
- 24 marzo: Mataró > Olot – 191,8 km

Risultati
| Pos. | Corridore          | Squadra  | Tempo    |
| ---- | ------------------ | -------- | -------- |
| 1    | Alejandro Valverde | Movistar | 5h02'49" |
| 2    | José Joaquín Rojas | Movistar | s.t.     |
| 3    | Martin Elmiger     | IAM      | s.t.     |

| Pos. | Corridore       | Squadra      | Tempo    |
| ---- | --------------- | ------------ | -------- |
| 1    | Maciej Paterski | CCC          | 9h36'20" |
| 2    | Pierre Rolland  | Europcar     | a 4"     |
| 3    | Bart De Clercq  | Lotto-Soudal | a 8"     |

### 3ª tappa
- 25 marzo: Gerona > Gerona – 156,6 km

Risultati
| Pos. | Corridore          | Squadra    | Tempo    |
| ---- | ------------------ | ---------- | -------- |
| 1    | Domenico Pozzovivo | AG2R       | 3h52'37" |
| 2    | Rigoberto Urán     | Etixx      | a 3"     |
| 3    | Daniel Martin      | Cannondale | s.t.     |

| Pos. | Corridore       | Squadra      | Tempo     |
| ---- | --------------- | ------------ | --------- |
| 1    | Pierre Rolland  | Europcar     | 13h29'23" |
| 2    | Maciej Paterski | CCC          | a 1'08"   |
| 3    | Bart De Clercq  | Lotto-Soudal | a 1'16"   |

### 4ª tappa
- 26 marzo: Tona > La Molina – 188,4 km

Risultati
| Pos. | Corridore          | Squadra | Tempo    |
| ---- | ------------------ | ------- | -------- |
| 1    | Tejay van Garderen | BMC     | 5h00'36" |
| 2    | Richie Porte       | Sky     | a 3"     |
| 3    | Alberto Contador   | Tinkoff | a 8"     |

| Pos. | Corridore          | Squadra      | Tempo     |
| ---- | ------------------ | ------------ | --------- |
| 1    | Bart De Clercq     | Lotto-Soudal | 18h32'02" |
| 2    | Richie Porte       | Sky          | a 21"     |
| 3    | Domenico Pozzovivo | AG2R         | a 26"     |

### 5ª tappa
- 27 marzo: Alp > Valls – 195,4 km

Risultati
| Pos. | Corridore          | Squadra  | Tempo    |
| ---- | ------------------ | -------- | -------- |
| 1    | Alejandro Valverde | Movistar | 4h25'52" |
| 2    | Rigoberto Urán     | Etixx    | a 5"     |
| 3    | Paolo Tiralongo    | Astana   | s.t.     |

| Pos. | Corridore          | Squadra | Tempo     |
| ---- | ------------------ | ------- | --------- |
| 1    | Richie Porte       | Sky     | 22h58'20" |
| 2    | Domenico Pozzovivo | AG2R    | a 5"      |
| 3    | Alberto Contador   | Tinkoff | a 7"      |

### 6ª tappa
- 28 marzo: Cervera > Port Aventura – 194,1 km

Risultati
| Pos. | Corridore          | Squadra | Tempo    |
| ---- | ------------------ | ------- | -------- |
| 1    | Sergej Černeckij   | Katusha | 4h42'47" |
| 2    | Julian Alaphilippe | Etixx   | s.t.     |
| 3    | Maciej Paterski    | CCC     | s.t.     |

| Pos. | Corridore          | Squadra | Tempo     |
| ---- | ------------------ | ------- | --------- |
| 1    | Richie Porte       | Sky     | 27h42'57" |
| 2    | Domenico Pozzovivo | AG2R    | a 5"      |
| 3    | Alberto Contador   | Tinkoff | a 7"      |

### 7ª tappa
- 28 marzo: Barcellona > Barcellona (Montjuïc) – 126,6 km

Risultati
| Pos. | Corridore          | Squadra  | Tempo    |
| ---- | ------------------ | -------- | -------- |
| 1    | Alejandro Valverde | Movistar | 2h47'33" |
| 2    | Bryan Coquard      | Europcar | s.t.     |
| 3    | Sergej Černeckij   | Katusha  | s.t.     |

| Pos. | Corridore          | Squadra  | Tempo     |
| ---- | ------------------ | -------- | --------- |
| 1    | Richie Porte       | Sky      | 30h30'30" |
| 2    | Alejandro Valverde | Movistar | a 4"      |
| 3    | Domenico Pozzovivo | AG2R     | a 5"      |

## Classifiche finali

### Classifica generale - Maglia bianco-verde
| Pos. | Corridore          | Squadra     | Tempo     |
| ---- | ------------------ | ----------- | --------- |
| 1    | Richie Porte       | Sky         | 30h30'30" |
| 2    | Alejandro Valverde | Movistar    | a 4"      |
| 3    | Domenico Pozzovivo | AG2R        | a 5"      |
| 4    | Alberto Contador   | Tinkoff     | a 7"      |
| 5    | Rigoberto Urán     | Etixx       | a 18"     |
| 6    | Fabio Aru          | Astana      | a 27"     |
| 7    | Darwin Atapuma     | BMC         | a 33"     |
| 8    | Rafael Valls       | Lampre      | a 43"     |
| 9    | Wilco Kelderman    | Lotto-Jumbo | a 1'09"   |
| 10   | Daniel Martin      | Cannondale  | a 1'35"   |

### Classifica della montagna - Maglia rossa
| Pos. | Corridore       | Squadra    | Punti |
| ---- | --------------- | ---------- | ----- |
| 1    | Tom Danielson   | Cannondale | 88    |
| 2    | José Herrada    | Movistar   | 53    |
| 3    | Richie Porte    | Sky        | 44    |
| 4    | Riccardo Zoidl  | Trek       | 39    |
| 5    | Maciej Paterski | CCC        | 36    |

### Classifica sprint - Maglia bianca
| Pos. | Corridore     | Squadra    | Punti |
| ---- | ------------- | ---------- | ----- |
| 1    | Lluís Mas     | Caja Rural | 11    |
| 2    | Tom Danielson | Cannondale | 5     |
| 3    | Rudy Molard   | Cofidis    | 4     |
| 4    | José Herrada  | Movistar   | 4     |
| 5    | David Arroyo  | Cofidis    | 3     |

### Classifica a squadre
| Pos. | Squadra                | Tempo     |
| ---- | ---------------------- | --------- |
| 1    | BMC Racing Team        | 91h34'35" |
| 2    | Team Sky               | a 1'46"   |
| 3    | Team Cannondale-Garmin | a 6'44"   |
| 4    | Etixx-Quick Step       | a 14'05"  |
| 5    | Astana Pro Team        | a 16'09"  |